# Amphibiocapillaria bufonis
Espèce
Synonymes
- Capillaria bufonis Morishita, 1926 (protonyme)

Amphibiocapillaria bufonis est une espèce de nématodes de la famille des Capillariidae.

## Hôtes
Amphibiocapillaria bufonis parasite les anoures Bufo japonicus et Pelophylax nigromaculatus. L'espèce a également été signalée chez l'urodèle Cynops pyrrhogaster, mais ce pourrait être une mauvaise identification d'Amphibiocapillaria tritoniscristati.

## Taxinomie
L'espèce est décrite en 1926 par le parasitologiste japonais Kaoru Morishita, sous le protonyme Capillaria bufonis.